# Shoshana Bean

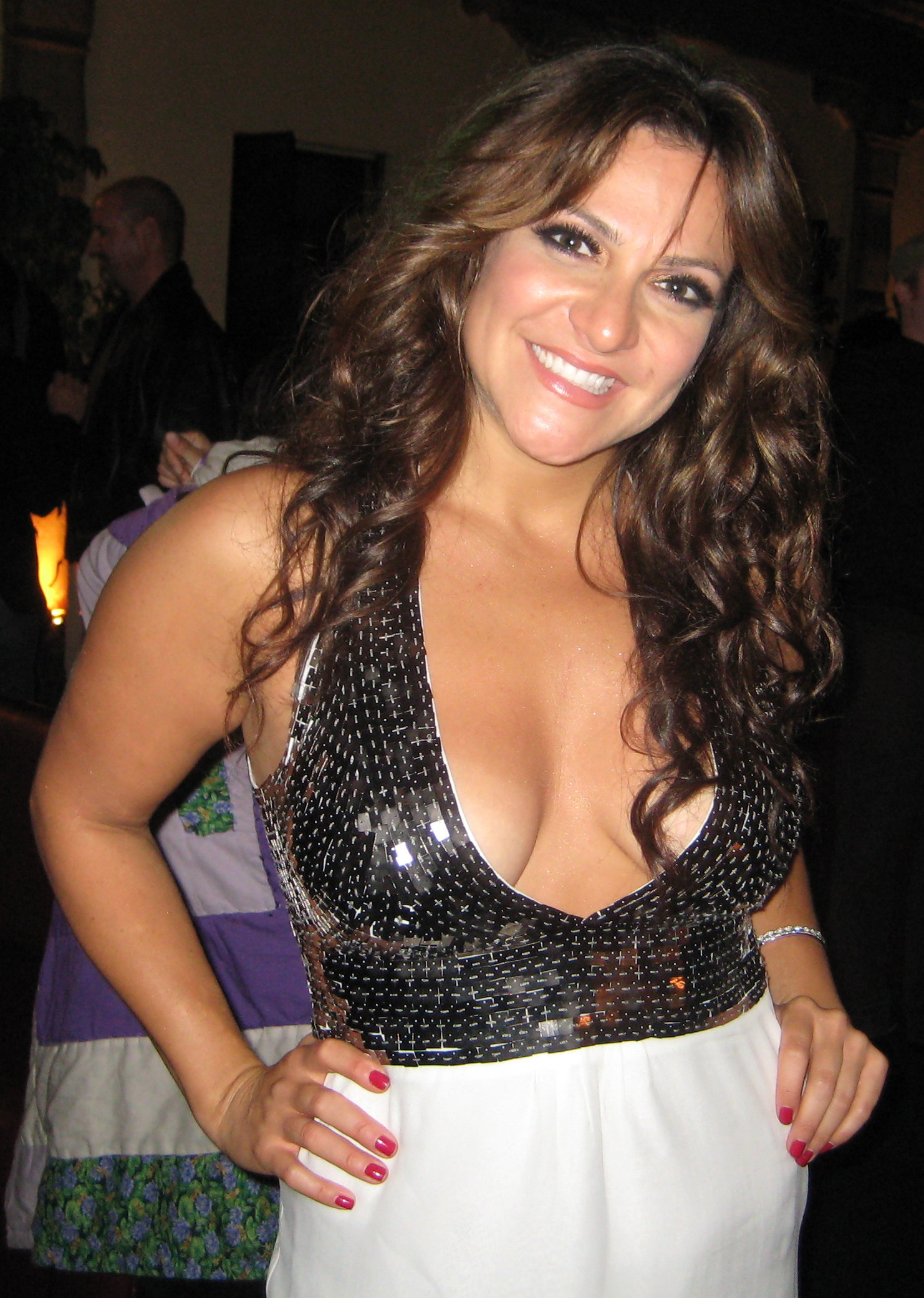
Shoshana Bean (2008)

Shoshana Elise Bean (* 1. September 1977 in Olympia, Washington) ist eine US-amerikanische Musicaldarstellerin und Sängerin. Bekannt wurde sie durch ihre Darstellung als die Böse Hexe des Westens Elphaba im Broadwaymusical Wicked – Die Hexen von Oz.
Shoshana Bean wuchs in Beaverton, Oregon auf. Sie lernte Gesang, Tanz und Songschreiben schon als Kind.